# Rainald von Broyes
Rainald von Broyes (lateinisch: Reinoldus de Breis, französisch: Renaud de Broyes; † Oktober 1096) war ein Unterführer des Volkskreuzzugs.

## Leben
Rainald war vermutlich ein Angehöriger der Familie Broyes, die Broyes (Dép. Marne) in der Champagne besaß. Er war vermutlich ein jüngerer Sohn von Barthélemy de Broyes und in diesem Fall wäre Hugo II. Bardoul, Herr von Broyes, der am Kreuzzug von 1101 teilnahm, sein älterer Bruder.
Rainald gehörte dem Hauptheer des Volkskreuzzugs unter der Führung Peters des Einsiedlers an, dass 1096 Ungarn in Richtung Konstantinopel durchquerte. Dabei wird er bei der Belagerung des Ortes Semlin und im Gefecht gegen den Stadtkommandanten von Niš genannt. Auf dem Marsch nach Nicäa sprachen sich Rainald, Walter Sans-Avoir und Walter von Breteuil angesichts eines anrückenden Heers der Rum-Seldschuken für den Rückzug in das sichere Konstantinopel aus, weshalb sie von Gottfried Burel als Feiglinge beleidigt und somit zum Weitermarsch umgestimmt wurden. In der folgenden Schlacht gegen die Rum-Seldschuken wurde Rainald getötet.

## Weblink
- Seigneurs de Broyes bei Foundation for Medieval Genealogy.ac (englisch)

| Personendaten    | Personendaten                        |
| ---------------- | ------------------------------------ |
| NAME             | Rainald von Broyes                   |
| ALTERNATIVNAMEN  | Reinoldus de Breis, Renaud de Broyes |
| KURZBESCHREIBUNG | französischer Kreuzfahrer            |
| GEBURTSDATUM     | 10. Jahrhundert oder 11. Jahrhundert |
| STERBEDATUM      | Oktober 1096                         |
| STERBEORT        | bei Nicäa                            |